# Penrod (serial cinematografico)
Penrod è un serial cinematografico statunitense in sette  cortometraggi di 10 minuti ciascuno, diretti da Alfred J. Goulding tra il 1931 e il 1932. 
Penrod Schofield era il ragazzino protagonista di una popolare trilogia di racconti pubblicati dallo scrittore Booth Tarkington: Penrod (1914), Penrod and Sam (1916) e Penrod Jashber (1929). I tre libri furono quindi raccolti e pubblicati insieme nel 1931 nel volume Penrod: His Complete Story.
Già nel 1922 e 1923 le avventure di Penrod e dei suoi amici avevano ispirato due film muti: Penrod (1922) e Penrod and Sam (1923). Dopo aver prodotto nel 1931 il lungometraggio Penrod and Sam la Warnes Bros. affidò al regista Alfred J. Goulding la realizzazione di una serie di sette cortometraggi incentrati sugli stessi personaggi: 
1. Snakes Alive (1931)
2. Batter Up! (1931)
3. One Good Deed (1931)
4. Detectuvs (1932)
5. His Honor -- Penrod (1932)
6. Hot Dog (1932)
7. Penrod's Bull Pen (1932)

Nel serial cinematografico i protagonisti bambini sono Penrod Schofield e il suo amico Sam Williams, Georgie Bassett e due ragazzini afroamericani, Herman e Vermin Washington, figli della domestica della famiglia Schofield. Mr. e Mrs. Schofield e Mrs. Washington sono i personaggi adulti ricorrenti. Il personaggio di Penrod, assieme ai genitori, appare anche in un cortometraggio promozionale natalizio della Warner Bros., The Season's Greetings (1931), diretto da Arthur Hurley.
Alla fine degli anni trenta, la Warner Bros. produrrà tre altri lungometraggi sulle avventure di Penrod: Piccoli G-men (Penrod and Sam, 1937), Penrod and His Twin Brother (1938), e Penrod's Double Trouble (1938), con protagonista Billy Mauch.